# 성 안드레아 축일

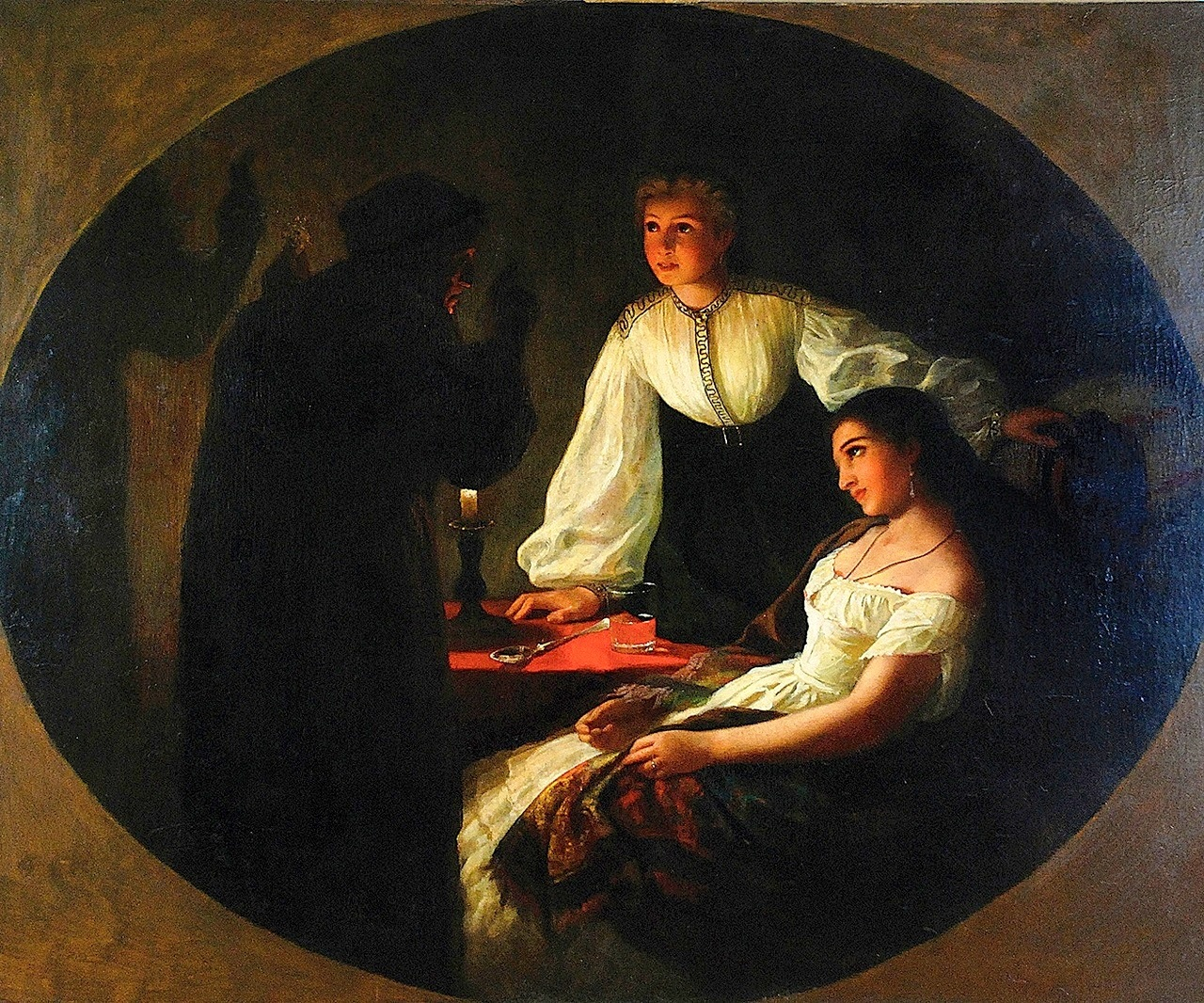

성 안드레아 축일(영어: Saint Andrew's Day, 스코트어: Saunt Andra's Day, 스코틀랜드 게일어: Là Naomh Aindrea)은 성 안드레아를 기념하기 위한 날로, 매년 11월 30일에 해당한다. 스코틀랜드에서는 공휴일로 지정되어 있다.

## 같이 보기
- 성인력
- 로마 보편 전례력